# Lina Bürger
Lina Bürger (* 7. Oktober 1995 in Wiesbaden) ist eine ehemalige deutsche Fußballspielerin, die zuletzt für den SC Freiburg spielte.

## Karriere
Bürger begann das Fußballspielen beim TV Kloppenheim und kam über den 1. FFC Frankfurt und den VfB Unterliedbach im Jahr 2011 zur TSG 1899 Hoffenheim. Dort gehörte sie zunächst dem Kader der zweiten Mannschaft an, mit der sie 2011/12 die Meisterschaft in der Oberliga Baden-Württemberg sowie 2013/14 in der Regionalliga Süd feiern konnte.
Erstmals für die erste Mannschaft spielte sie am 6. Mai 2012 (21. Spieltag) im Rahmen der Zweitligapartie gegen den SC 07 Bad Neuenahr II. Das Bundesligadebüt folgte am 1. Juni 2014 (21. Spieltag) beim 3:2-Auswärtserfolg gegen den FC Bayern München, als sie in der 83. Minute für Fabienne Dongus in die Partie kam. Zur Saison 2014/15 rückte die Angreiferin in den Erstligakader der Hoffenheimerinnen auf.
Bereits im März 2020 unterzeichnete sie einen ab der Saison 2020/21 gültigen Vertrag beim Erstligakonkurrenten SC Freiburg. Aufgrund anhaltender Knieprobleme erklärte Bürger ihr Karriereende zum Sommer 2022.
Bürger lief 2010 zweimal für die deutsche U-15-Nationalmannschaft auf und bestritt 2013 zwei Partien für die U-19-Nationalmannschaft.

## Psychotherapeutin
Bürger ist psychologische Psychotherapeutin in Ausbildung (PPIA) am Universitätsklinikum Heidelberg. Außerdem ist sie als Sportpsychologin an der TSG-Akademie angestellt. Ihre bis 2023 verfasste Masterarbeit, die mit der Note eins bewertet wurde, befasste sich mit Depression und Angstzuständen im Fußball. Probanden waren bis zu 205 Sportler und Sportlerinnen aller Altersklassen der TSG Hoffenheim.

## Erfolge
- 2013/14: Meister der Regionalliga Süd (mit der TSG 1899 Hoffenheim II)
- 2011/12: Meister der Oberliga Baden-Württemberg (mit der TSG 1899 Hoffenheim II)